# Чорна шістка
 «Чорна шістка» (англ. «The Black Six») — американський блексплуатаційний фільм про байкерів «поза законом» 1974 року, режисера Метта Кімбера за сценарієм Джорджа Теакоса. У головній ролі знялася кілька зірок Національної футбольної ліги . Це один з перших байкерських фільмів у жанрі блексплуатація.

## Сюжет
Головний герой стрічки афроамериканський ветеран війни у В'єтнамі (Джин Вашингтон), який повертається додому, коли дізнався, що його брат (Роберт Говард) був вбитий. Відповідальні за вбивство — біла банда байкерів, лідер якої (Бен Девідсон) був проти того, щоб брат головного героя зустрічався з його сестрою. Головний герой та його байкерська банда, відома як Чорна шістка, обіцяють помститися за це вбивство. «Шістка» стикається з низкою перешкод, включаючи ворожі байкерські банди та поліцейських. Фільм досягає апогею у масштабній байкерській битві, де вбивця брата головного героя помирає підпаливши бензобак власного мотоцикла.

## У ролях
Байкерську банду «Чорна шістка» зіграли шість діючих на той час зірок Національної футбольної ліги:
- Джин Вашингтон, із Сан-Франциско Фортинайнерс
- Джо Грін, із Піттсбург Стілерс
- Мерк'юрі Морріс, із Маямі Долфінс
- Лем Барні, із Детройт Лайонс
- Віллі Ланьє, із Канзас-Сіті Чифс
- Карл Еллер, із Міннесота Вайкінгс

Крім того, у фільмі зіграли Бен Девідсон, який на момент зйомок вже залишив футбол, та Морі Уіллз — колишня зірка Major League Baseball.

## Зйомки
Фільм знімали Фрейзіері, Каліфорнія.
Деякі футболісти були розчаровані тим, що чорні байкери врешті-решт гинуть, незважаючи на те, що вони зображуються протагоністами. В результаті, був знятий відкритий фінал.

## DVD
«Чорна шістка» вийшла на DVD 12 жовтня 2004 року.